# 卡尔多苏
卡尔多苏是巴西圣保罗州的一个市镇。总面积637.571平方公里，总人口11308人，人口密度17.7人/平方公里。